# Пихта шершавоплодная
Пихта шершавоплодная (лат. Abies lasiocarpa) — вид деревьев из рода Пихта (Abies) семейства Сосновые (Pinaceae). Прежде, в ботанической литературе, упоминалось под названием Пихта субальпи́йская.

## Распространение и экология
В природе ареал вида охватывает высокогорный пояс западных районов Северной Америки, примерно с 33° по 63° с. ш.; произрастает до верхней границы леса.
Растёт рассеянно, наиболее часто с елью Энгельмана (Picea engelmannii) и сосной белокорой (Pinus albicaulis), реже с сосной скрученной широкохвойной (Pinus contorta), тсугой горной (Tsuga mertensiana) и другими видами. Обычна на теневых склонах гор или вдоль рек. Больших размеров достигает на плодородных, влажных, лёгких или хорошо дренированных почвах; мирится с бедными и сухими почвами; на тяжёлых, глинистых почвах растет плохо. Переносит временное избыточное увлажнение почв.

## Ботаническое описание
Дерево высотой 15—30 (до 48) м, при диаметре ствола 45—60 (до 90) см; в высокогорном поясе низкорослое. Растёт медленно, особенно в молодости; в 100—200 лет достигает высоты 15—22 м. Крона плотная, узко-конусовидная, согласно другому источнику узкокеглевидная до колоннообразной. Кора молодых деревьев серебристо-серая и гладкая; на старых — пепельно-серая или коричневатая, мелко-трещиноватая; молодые побеги — пепельно-серые с коротким ржавым опушением. Корневая система поверхностная, ветровальная.
Почки почти шаровидные, сильно смолистые. Хвоя длиной 15—25 (до 36) мм, шириной 1,5 мм, на вершине закруглённая или островатая, сверху матово-синевато-зелёная: снизу с двумя белыми полосками, направлена вверх.
Шишки многочисленные, рядом стоящие, цилиндрические, сжатые к вершине, длиной 6—10 см, диаметром 3,5—4 см, со скрытыми кроющими чешуями, в молодом возрасте тёмно-пурпурные. Семя конусовидное, с равным ему тёмными, блестящим крылом. Шишки созревают в августе-сентябре, обильные урожаи через 3 года.

## В культуре
Культивируется редко. На юге степной зоны Украины страдает от засух. В Белоруссии, Москве и Санкт-Петербурге растёт успешно.

## Сорта

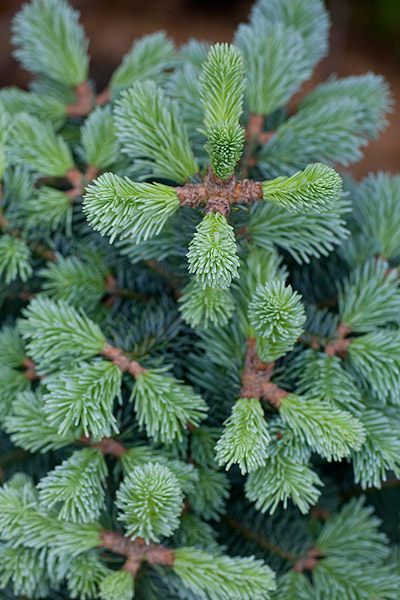
Abies lasiocarpa 'Compacta'
молодые побеги

- 'Argentea'. Отличается серебристыми иголками. Примерно в 1900 году доставлена в Германию из западных районов США[4].
- var. arizonica 1901. Красивая разновидность. Распространена в северной Аризоне со севера Нью-Мексико. Размер дерева средний или мелкий. От номинального подвида отличается грязно-белой грубоватой эластичной корой. Ветви голые или опушённые. Иголки на конце часто надрезаны, с верхней части голубовато-зелёные, с нижней беловатые, до 45 мм в длину, собраны в гребневидные ряды. Шишки до 7 см длиной. Кроющие чешуйки достигают середины семянных чешуй[4].
- 'Compacta'. (Syn. Abies arizonica 'Glauca Compacta'). Высота 2—3 м[5]. В 1879 году выведена из семян в дендрарии Арнольда. Карликовое дерево[4]. Крона широкая, коническая, согласно другому источнику кеглевидная. Ветви плотные, направлены вверх, внизу менее белые чем у вида[4]. Зоны морозостойкости: от 5a[5] (согласно другому источнику от 3b[6]) до более тёплых.